# NGC 2580
NGC 2580 је расејано звездано јато у сазвежђу Крма које се налази на NGC листи објеката дубоког неба.
Деклинација објекта је - 30° 17' 30" а ректасцензија 8h 21m 28,0s. Привидна величина (магнитуда) објекта NGC 2580 износи 9,7. NGC 2580 је још познат и под ознакама OCL 709, ESO 431-SC6.